# Apartaderos (Juan de Mata Suárez)
Pour les articles homonymes, voir Apartaderos.
Apartaderos est la capitale de la paroisse civile de Juan de Mata Suárez dans l'État de Cojedes au Venezuela.